# Oreste Biancoli
Oreste Biancoli, né le 20 octobre 1897 à Bologne dans la région de l'Émilie-Romagne et mort le 25 novembre 1971 à Rome dans la région du Latium en Italie, est un scénariste, un réalisateur, un metteur en scène et un dramaturge italien.
Célèbre pour son travail de scénariste, il a écrit plus de 90 scénarios et sujets pour le cinéma, dont ceux de Chacun son alibi (Crimen) de Mario Camerini, Le Voleur de bicyclette (Ladri di biciclette) de Vittorio De Sica (pour lequel il remporte le Ruban d'argent du meilleur scénario en 1949), Le Bandit (Il bandito) d'Alberto Lattuada, Il moralista de Giorgio Bianchi, Le Petit Monde de don Camillo de Julien Duvivier et plusieurs films mettant en scène le personnage de Maciste. Comme réalisateur, il signe neuf films, dont la comédie Ce soir à onze heures (Stasera alle undici) avec le couple John Davis Lodge et Francesca Braggiotti, le film de propagande fasciste Piccolo alpino consacré aux alpins de l'armée italienne et le drame Plumes noires (Penne Nere) avec Marcello Mastroianni et Marina Vlady.

## Biographie
Il naît à Bologne en 1897. Diplômé en droit, il travaille comme journaliste et metteur en scène pour le théâtre. À la fin des années 1920, il déménage à Rome pour travailler dans le milieu du cinéma comme scénariste. Il obtient son premier crédit en 1930 avec le film Il richiamo del cuore de Jack Salvatori (it)) qui est une adaptation du roman Sarah and son de l'écrivain Timothy Shea.
Comme scénariste, il signe au cours de sa carrière plus de 90 scénarios et sujets pour le cinéma. En 1948, il fait notamment partie de la grande équipe chargée de l'adaptation du roman Ladri di biciclette de l'écrivain Luigi Bartolini pour Vittorio De Sica qui réalise le film Le Voleur de bicyclette (Ladri di biciclette) qui est aujourd'hui considéré comme l'un des chefs-d'œuvre du néoréalisme italien. Il obtient le Ruban d'argent du meilleur scénario en 1949 pour ce travail.
Biancoli a également travaillé sur de nombreuses comédies (Le Petit Monde de don Camillo de Julien Duvivier, la comédie policière Chacun son alibi (Crimen) de Mario Camerini, Gastone de Mario Bonnard, Il moralista de Giorgio Bianchi, Il vagabondo de Carlo Borghesio ou La segretaria per tutti d'Amleto Palermi à ses débuts) et a signé plusieurs films d'aventures et péplums au cours des années 1950 et 1960 dont une série consacrée aux aventures de Maciste. Parmi ses autres travaux, on trouve notamment le film de guerre Divisione Folgore de Duilio Coletti qui est consacré à la résistance de la division Folgore lors de la Seconde bataille d'El Alamein, le drame policier Le Bandit (Il bandito) d'Alberto Lattuada, le film historique Sant'Elena, piccola isola d’Umberto Scarpelli et Renato Simoni consacré à l’exil de Napoléon Ier à Sainte-Hélène et le mélodrame Yvonne la nuit de Giuseppe Amato. Il signe également quelques adaptations de romans et de pièces de théâtre, comme la pièce Les Crochets du père Martin d'Eugène Cormon et Eugène Grangé pour Mario Bonnard (Dette d'honneur en 1940), le roman pour enfant Le Livre-cœur d'Edmondo De Amicis pour Duilio Coletti (Les Belles Années en 1948) ou le roman Le Pont des soupirs de Michel Zévaco pour Carlo Campogalliani et Piero Pierotti (Le Pont des soupirs en 1964).
Comme réalisateur, il débute en 1937 avec la comédie Ce soir à onze heures (Stasera alle undici) avec le couple John Davis Lodge et Francesca Braggiotti dans les rôles principaux. Entre 1937 et 1953, il signe neuf films. On retrouve dans ces réalisations plusieurs comédies, comme Amicizia (it) réalisé d'après la pièce de théâtre Amitié du français Michel Duran ou Il chiromante avec le comique Erminio Macario, ainsi qu'un film de propagande fasciste Piccolo alpino consacré aux alpins de l'armée italienne et le drame ayant lieu pendant la Seconde Guerre mondiale Plumes noires (Penne Nere) avec Marcello Mastroianni et Marina Vlady.
En parallèle à sa carrière au cinéma, il a continué à évoluer dans le domaine des revues et du théâtre de variété comme metteur en scène et dramaturge, signant plusieurs œuvres en collaboration avec Dino Falconi.
Il décède à Rome en 1971 à l'âge de 74 ans.

## Filmographie

### Au cinéma

#### Réalisateur et scénariste
- 1937 : Ce soir à onze heures (Stasera alle undici)
- 1938 : La mazurka di papà (it)
- 1938 : Amicizia (it)
- 1939 : L'eredità in corsa (it)
- 1940 : Piccolo alpino (it)
- 1940 : Il sogno di tutti (it) (coréalisé avec László Kiss)
- 1941 : Macario vagabond (Il vagabondo) (coréalisé avec Carlo Borghesio)
- 1941 : Il chiromante (it)
- 1943 : La carica degli eroi (it) (film inachevé, coréalisé avec Anton Giulio Majano)
- 1953 : Les Chasseurs alpins (Penne nere)

#### Scénariste
- 1930 : Il richiamo del cuore de Jack Salvatori (it))
- 1931 : La Secrétaire particulière (La segretaria privata) de Goffredo Alessandrini
- 1932 : Cercasi modella d'Emmerich Wojtek Emo
- 1932 : L'ultima avventura de Mario Camerini
- 1933 : La segretaria per tutti d'Amleto Palermi
- 1933 : Sette giorni cento lire de Nunzio Malasomma
- 1933 : Una notte con te de Ferruccio Biancini
- 1933 : Lisetta de Carl Boese
- 1934 : Paprika de Carl Boese
- 1934 : Oggi sposi de Guido Brignone
- 1936 : La Cavalerie héroïque (Cavalleria) de Goffredo Alessandrini
- 1936 : Nozze vagabonde de Guido Brignone
- 1937 : Nina, non far la stupida de Nunzio Malasomma
- 1938 : Ai vostri ordini, signora... de Mario Mattoli
- 1939 : Mille Lires par mois (Mille lire al messe) de Max Neufeld
- 1939 : Frenesia de Mario Bonnard
- 1939 : Ballo al castello de Max Neufeld
- 1940 : Dette d'honneur (La gerla di papà Martin) de Mario Bonnard
- 1941 : Il vagabondo de Carlo Borghesio
- 1942 : Giarabub de Goffredo Alessandrini
- 1942 : Nous, les vivants (Noi vivi) de Goffredo Alessandrini
- 1943 : Sant'Elena, piccola isola d’Umberto Scarpelli et Renato Simoni
- 1946 : Le Bandit (Il bandito) d'Alberto Lattuada
- 1946 : Symphonie fatale (Sinfonia fatale) de Victor Stoloff
- 1947 : Attentat à Téhéran (Teheran) de William Freshman et Giacomo Gentilomo
- 1947 : La Grande aurore (La grande aurora) de Giuseppe Maria Scotese
- 1948 : Les Belles Années (Cuore) de Duilio Coletti et Vittorio De Sica
- 1948 : Le Voleur de bicyclette (Ladri di biciclette) de Vittorio De Sica
- 1948 : Noël au camp 119 (Natale al campo 119) de Pietro Francisci
- 1949 : La fiamma che non si spegne de Vittorio Cottafavi
- 1949 : Le Chevalier de la révolte (Vespro siciliano) de Giorgio Pàstina
- 1949 : Yvonne la Nuit de Giuseppe Amato
- 1950 : Les Mousquetaires de la mer (Cuori sul mare) de Giorgio Bianchi
- 1950 : Il caimano del Piave de Giorgio Bianchi
- 1950 : La Ceinture de chasteté (Cintura di castità) de Camillo Mastrocinque
- 1951 : Demain est un autre jour (Domani è un altro giorno) de Léonide Moguy
- 1951 : Il caimano del Piave de Giorgio Bianchi
- 1952 : Heureuse époque (Altri tempi - Zibaldone n. 1) d'Alessandro Blasetti
- 1952 : Violence charnelle (Art. 519 codice penale) de Leonardo Cortese
- 1952 : Chansons du demi-siècle de Domenico Paolella
- 1952 : Le Petit Monde de don Camillo de Julien Duvivier
- 1952 : Wanda la pécheresse (Wanda, la peccatrice) de Duilio Coletti
- 1953 : La Maison du silence ou La Voix du silence (La voce del silenzio) de Georg Wilhelm Pabst
- 1953 : Canzoni, canzoni, canzoni de Domenico Paolella
- 1953 : Gran varietà de Domenico Paolella
- 1953 : Scampolo '53 de Giorgio Bianchi
- 1954 : Cento anni d'amore de Lionello De Felice
- 1954 : Amours d'une moitié de siècle (Amori di mezzo secolo) de Mario Chiari, Pietro Germi, Glauco Pellegrini, Antonio Pietrangeli et Roberto Rossellini
- 1954 : Divisione Folgore de Duilio Coletti
- 1954 : Femmes libres (Una donna libera) de Vittorio Cottafavi
- 1954 : Il cardinale Lambertini de Giorgio Pàstina
- 1954 : Tonnerre sous l'Atlantique (La grande speranza) de Duilio Coletti
- 1954 : L'Esclave du péché (La schiava del peccato) de Raffaello Matarazzo
- 1954 : Una parigina a Roma d'Erich Kobler
- 1954 : L'Affranchi (Nel gorgo del peccato) de Vittorio Cottafavi
- 1954 : Rosso e nero de Domenico Paolella
- 1955 : Canzoni di tutta Italia de Domenico Paolella
- 1955 : Les Cinq Dernières Minutes (Gli ultimi cinque minuti) de Giuseppe Amato
- 1956 : Le Fils du cheik (Gli amanti del deserto) de Gianni Vernuccio
- 1956 : Altair de Leonardo De Mitri
- 1956 : Occhi senza luce de Flavio Calzavara
- 1957 : La canzone del destino de Marino Girolami
- 1957 : La verde età de Bruno Jori
- 1958 : Domenica è sempre domenica de Camillo Mastrocinque
- 1958 : Je ne suis plus une enfant (Non sono più guaglione) de Domenico Paolella
- 1959 : Gastone de Mario Bonnard
- 1959 : Il moralista de Giorgio Bianchi
- 1959 : Morte di un amico de Franco Rossi
- 1959 : Brèves Amours (Vacanze d'inverno) de Camillo Mastrocinque et Giuliano Carnimeo
- 1960 : Chacun son alibi (Crimen) de Mario Camerini
- 1960 : Femmine di lusso de Giorgio Bianchi
- 1960 : Incorrigibles Parents (Genitori in blue-jeans) de Camillo Mastrocinque
- 1960 : L'Esclave du pharaon (Giuseppe venduto dai fratelli) d'Irving Rapper et Luciano Ricci
- 1960 : Les Plaisirs du samedi soir (I piaceri del sabato notte) de Daniele D'Anza
- 1960 : Le Géant de la vallée des rois (Maciste nella valle dei Re) de Carlo Campogalliani
- 1960 : Noi duri de Camillo Mastrocinque
- 1961 : La Ruée des Vikings (Gli invasori) de Mario Bava
- 1961 : Le Géant à la cour de Kublai Khan (Maciste alla corte del gran Khan) de Riccardo Freda
- 1961 : Maciste contre le Cyclope (Maciste nella terra dei ciclopi) d'Antonio Leonviola
- 1962 : Marco Polo de Piero Pierotti
- 1962 : Ponce Pilate (Ponzio Pilato) de Gian Paolo Callegari et Irving Rapper
- 1962 : Canzoni di ieri, canzoni di oggi, canzoni di domani de Domenico Paolella
- 1962 : Les Faux Jetons (Le Massaggiatrici) de Lucio Fulci
- 1962 : Maciste en enfer (Maciste all’inferno) de Riccardo Freda
- 1962 : Il mio amico Benito de Giorgio Bianchi
- 1963 : Le Spectre du professeur Hichcock (Lo Spettro) de Riccardo Freda
- 1964 : Le Pont des soupirs (Il Ponte dei sospiri) de Carlo Campogalliani et Piero Pierotti
- 1964 : L'idea fissa de Gianni Puccini et Mino Guerrini

## Théâtre
Metteur en scène et dramaturge
- Triangoli (1930)
- La città delle lucciole (1941)
- Ah... Ci risiamo! (1942)
- W e abbasso! (1944)
- Cantachiaro (1944)
- Cantachiaro 2 (1945)
- Un anno dopo (1945)
- Quo vadis? (1948)
- Rosso e nero (1954)

## Prix et distinctions
- Ruban d'argent du meilleur scénario en 1949 pour Le Voleur de bicyclette (Ladri di biciclette)

## Source
- (it) Roberto Chiti et Enrico Lancia, Dizionario del cinema italiano, I film, Rome, Gremesse, 2005.